# Wackersberg
Wackersberg település Németországban, azon belül Bajorországban. Lakosainak száma 3702 fő (2023. december 31.).

## Népesség
A település népessége az elmúlt években az alábbi módon változott:
| Lakosok száma | 2303 | 1179 | 3354 | 3387 | 3493 | 3523 | 3506 | 3520 | 3680 | 3702 |
|               | 1970 | 1975 | 2011 | 2012 | 2014 | 2015 | 2017 | 2019 | 2022 | 2023 |